# فولفغانغ شيفر
فولفغانغ شيفر (بالألمانية: Wolfgang Schäfer)‏ هو مخرج جوقة وأستاذ جامعي ألماني، ولد في 7 أبريل 1945 في شتاوفن إم برايسغاو في ألمانيا.

## وصلات خارجية
- فولفغانغ شيفر على موقع ميوزك برينز (الإنجليزية)
- فولفغانغ شيفر على موقع ديسكوغز (الإنجليزية)